# Banque du Mozambique
La Banque du Mozambique (en portugais: Banco de Moçambique) est la banque centrale mozambicaine et possède deux succursales, une à Beira et une à Nampula.

## Histoire

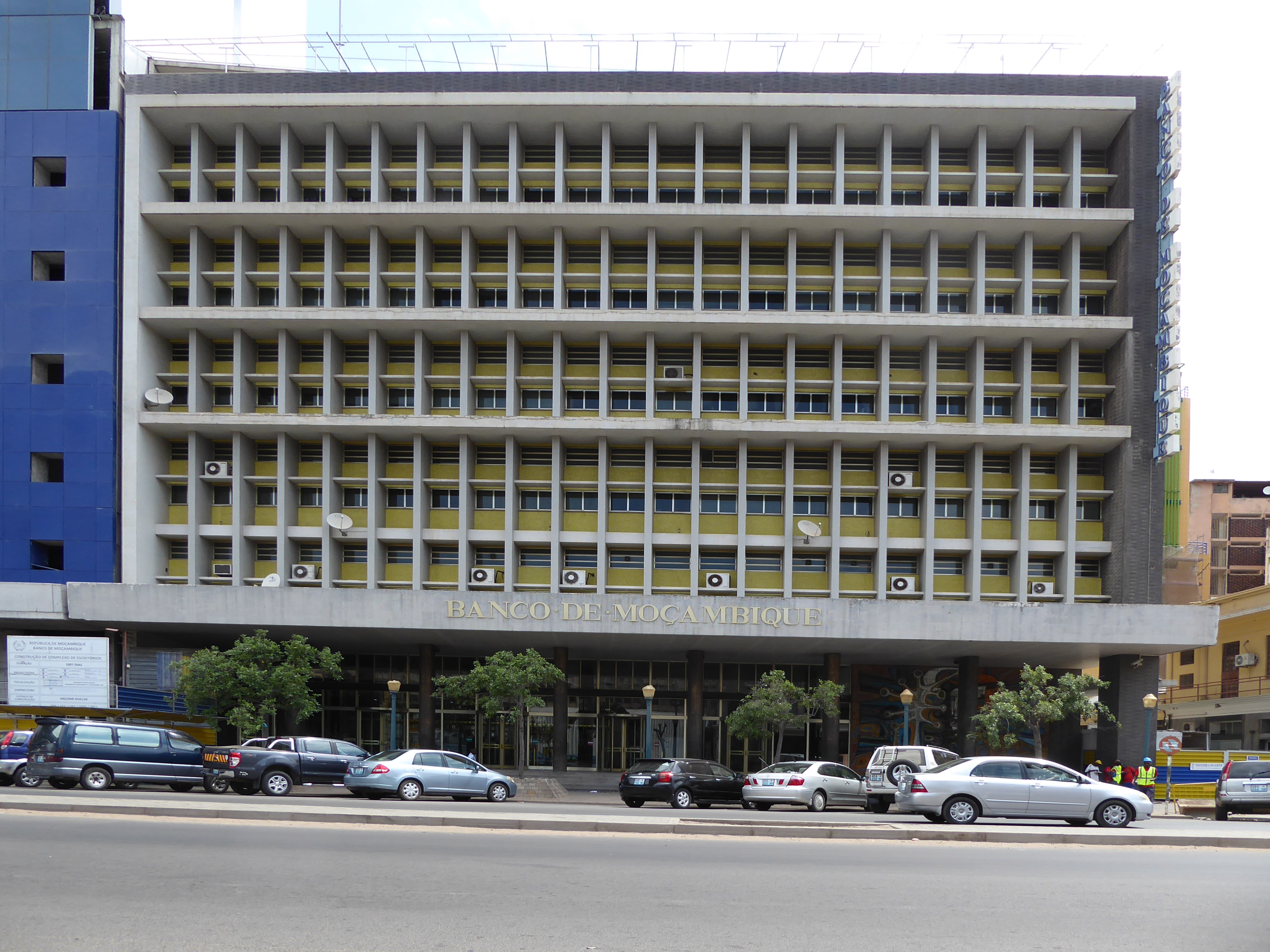
L'ancien bâtiment de la Banque du Mozambique.

La majeure partie du Mozambique a été un territoire d’outre-mer portugais pendant plusieurs siècles. Après l'indépendance en 1975, le gouvernement nouvellement créé du Mozambique a repris, sans compensation, les opérations mozambicaines de la Banco Nacional Ultramarino, une banque coloniale portugaise qui servait de banque d'émission pour la colonie. Ceci est devenu le noyau de la Banque du Mozambique.
En 1977, le gouvernement a également nationalisé presque toutes les banques du pays, y compris la Casa Bancária de Moçambique et les opérations mozambicaines de Banco de Crédito, Comercial e Industrial et Banco Comercial de Angola, et les a fusionnées avec la Banque du Mozambique. Dans le même temps, elle a fermé les opérations du Banco de Fomento Nacional et du Banco Pinto e Sotto Mayor. (Le gouvernement a autorisé la Banco Standard Totta de Moçambique à rester privée.) Il a également créé la Banco Popular de Desenvolvirmento en fusionnant le Crédito de Moçambique et Montepio de Moçambique.
En 1992, la Banque du Mozambique a ouvert une succursale à Beira. Une succursale à Nampula a suivi en 1996.
En 1995, le gouvernement a transféré les opérations bancaires commerciales de la Banque du Mozambique à une institution nouvellement créée, la Banco Comercial de Moçambique (BCM). Le gouvernement a privatisé la BCM en 1997 et celle-ci a fusionné avec la Banco Internacional de Moçambique (Millennium bim) en 2001.
En 2018, le système de rémunération des fonctionnaires du gouvernement mozambicain s'est effondré. La BOM a été en partie responsable de l'effondrement, car le fournisseur de logiciels a interrompu le service pour non-paiement.

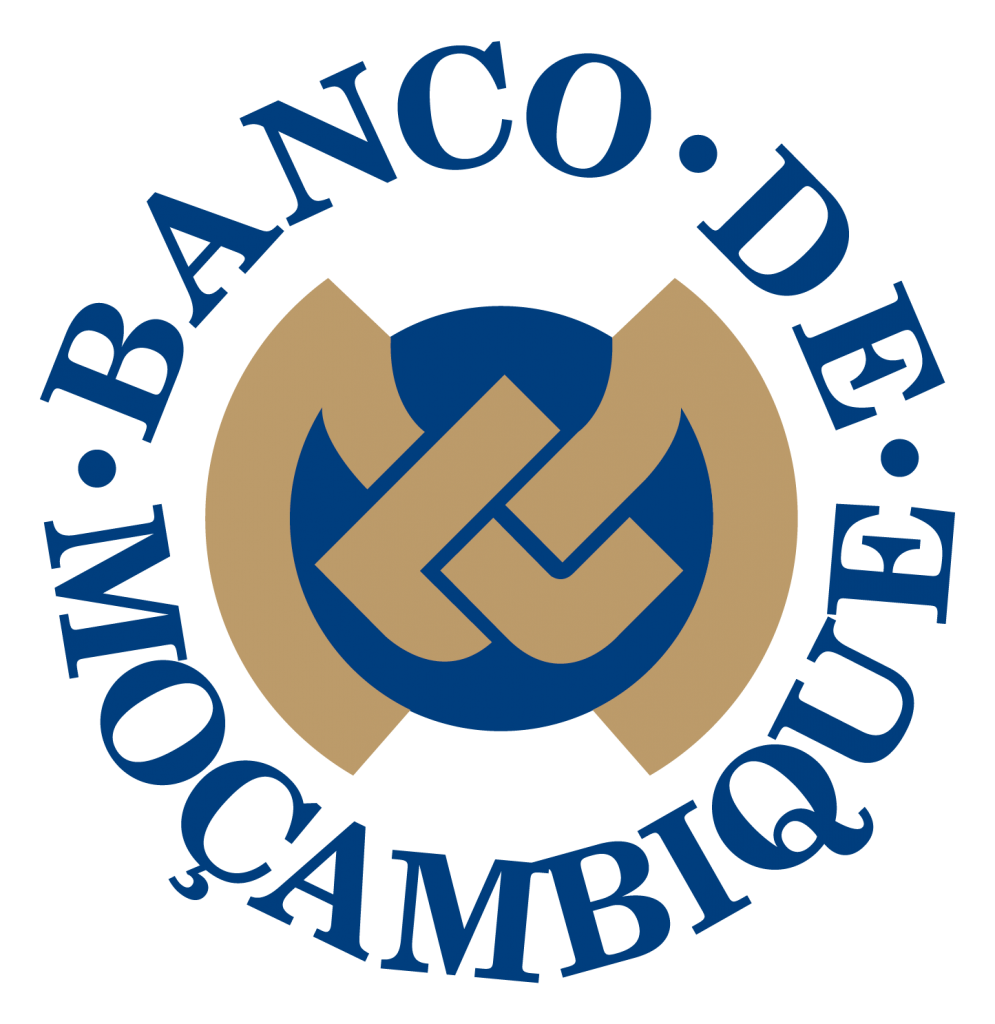
Logo de la Banque